# Лун, краљ поноћи (романи)
Лун, краљ поноћи је серија рото-романа чији је творац српски писац Митар Милошевић (под псеудонимом Фредерик Ештон). Серијал је почео да излази у новембру 1959. (Едиција Х-100 (стара), број 016, "Лун, Краљ Поноћи", од 20. новембра 1959. године), а завршио се средином 1990-их. Припада жанру акције, шпијунаже и техно-трилера са елементима еротике. 
Један је од најпопуларнијих југословенских романескних серијала свих времена. Истраживачи популарне културе (З. Зупан, А. Никшић) на основу званичних података из новосадске куће „Дневник“, наводе да су романи о Луну имали преко десет милиона продатих примерака на српском језику. Сваки од романа је у наредним деценијама вишеструко прештампаван у Србији и Хрватској.

## О главном лику
Главну личност, Луна (алијас Доналда Сикерта), још као дечака одгајила је и врхунски образовала злочиначка група, са намером да од сирочета створе „савршеног криминалца“. Међутим, исти ментори су одговорни и за убиство Луновог оца. Кад Лун то сазна, одлучује да посвети живот борби против злочина.
Лун је високо образован, полиглота, поткован у примени научних и технолошких знања, мајстор је прерушавања, хипнозе и борилачких вештина. Седиште му је у Лондону.
Мада се сматра да је Лун настао надахнут ликом Флеминговог агента Бонда, ипак постоје неке суштинске разлике. Социолошки, Лун делује скоро као левичар и идеолошки је антипод Бонду. Бори се против свих владара из сенке, организованог криминала, а понекад и државних служби које служе крупном капиталу (Скотланд Јард, МИ5, МИ6, ФБИ и ЦИА). 

## Феномен Луна, краља поноћи
У чланку А. Никшић, реткој литератури о Луну, наводи се да је први роман објављен у новембру 1957. или две године касније. 
У следећим деценијама, серијал је постигао велики успех код публике. Просечни тираж по свесци је био око 50.000, а више свезака је достизало и преко 100.000 примерака. Неке су имале бројна доштампавања, као и репринте у Хрватској („Истарска наклада“, од 1980. па надаље) и Србији („Дневник“, 1980-их и 1990-их). 
По овом лику је названа и стрипска едиција „Лунов магнус стрип“, једна од најпопуларнијих у СФРЈ. У првим бројевима едиција је репризирала романе о Луну.
Најмање један роман о Луну је изашао и на немачком тржишту, а по речима аутора, преговори са италијанским издавачима су прекинути, јер је сматрано да је идеологија главног лика превише комунистичка.

## Значај за српску и светску научну фантастику
Милошевићеви романи о Луну су познати по својој разрађености и маштовитости на плану могућности науке и технологије. Аутор наводи да се приликом истраживања и писања романа увек консултовао са домаћим научницима о најмодернијим токовима свог времена. 
Многи од драмских мотива из „Луна, краља поноћи“ су тек касније виђени у серијалу о Џејмсу Бонду (минијатурне технолошке справе за борбу, комуникацију и шпијунажу), серијалу „Немогућа мисија“ (трансформације и маскирања), филму „Амбис“ (подводни батискафи са хватаљкама), серији „Досије Икс“ (фиктивни „цитоморфи“ — као претеча вируса СИДА или туђинског соја, као и савременог биолошког ратовања и генетског инжењеринга), или данашњим вестима о градском криминалу (супстанце за мењање свести и данас злогласне „дроге силовања“)...
Тиме је и на научно-технолошком плану, Милошевић био нека врста социолошка визионара и претече у поп-култури.

## Стрипска адаптација
Поред романа постоји и стрипска адаптација Луна. У подедицији „Луновог магнус стрипа“, под називом „Лун, Краљ поноћи“, објављено је 30 епизода стрипа о Луну у раздобљу 1984-1987, у продукцији и издању новосадске куће „Дневник“.